# Nol Wolf
Arnoldus Antonius Wilhelmus (Nol) Wolf (Den Haag, 7 augustus 1903 – aldaar, 21 september 1982) was een Nederlandse langeafstandsloper. Hij nam eenmaal deel aan de Olympische Spelen, maar won hierbij geen medailles.

## Loopbaan
In 1928 maakte Wolf deel uit van de grote Nederlandse afvaardiging naar de Olympische Spelen in Amsterdam. Daar kwam hij uit op de 5000 m, op welk nummer hij in de eerste serie al na 1000 m moest uitstappen. Ook de andere Nederlanders Arie Klaase en Pieter Gerbrands wisten zich bij dit onderdeel niet te plaatsen voor de finale.
Nol Wolf was aangesloten bij Vlug & Lenig in Den Haag.